# Acropteroxys
Acropteroxys (лат.) — род жуков грибовиков из подсемейства жуков-ящериц. Название происходит от греч. acro (заострёный) + греч. ptero (крыло). В Неарктике встречаются 2 вида.

## Описание
Средних размеров жуки длиной от 6 до 10 мм.

## Экология и местообитание
Встретить можно на опушках лесов и на обочинах дорог. Взрослые встречаются весной и летом. Личинки развиваются внутри стеблей травянистых растений. Взрослые жуки питаются пыльцой и нектаром растений.

## Виды
- Acropteroxys gracilis Newman, 1838[2]
- Acropteroxys lecontei Crotch, 1873[2]